# Strv m/41
Strv m/41 —  шведський легкий танк періоду  Другої світової війни. Був ліцензійним варіантом чехословацького танка LT vz.38. Серійно вироблявся з 1941 по 1943 рік, всього було випущено 220 одиниць у двох варіантах. Strv m/41 експлуатувалися шведською армією до виведення в резерв в 1957 році, а їх шасі були після цього використані для створення бронетранспортерів Pbv 301.

## Модифікації
- Strv m/41 SI — базова модифікація, по конструкції аналогічна LT vz.38, але відрізнялася установкою шведського двигуна потужністю 142 к.с. і озброєння, а також розміщенням  радіостанції у башті, що спричинило зміну її форми. Випущено 116 одиниць.
- Strv m/41 SII — модернізована модифікація, з новим двигуном потужністю 160 к.с, подовженим корпусом і похилими бортами башти. Випущено 104 одиниці.

## Машини на базі Strv m/41
- Sav m/43 — штурмова гармата, створена в 1943 році на базі Strv m/41. Була озброєна 105-мм  гаубицею, встановленою в повністю закритій легкоброньованій рубці. Випущено 36 одиниць в 1943 — 1944 роках.
- Pbv 301 — переобладнаний зі знятих з озброєння Strv m/41 бронетранспортер. У 1962–1963 всі що залишалися на зберіганні Sav m/43, близько 200 одиниць, було переобладнано в бронетранспортери.